# Metallura odomae
La metalura del Chinguela, colibrí de neblina o metalura neblina (Metallura odomae), es una especie de ave apodiforme de la familia Trochilidae (los colibríes) perteneciente al género Metallura. Es nativa de una pequeña región alto-andina del sur de Ecuador y norte de Perú.

## Distribución y hábitat
Se distribuye desde el área de Cajanuma en la parte norte del Parque nacional Podocarpus, en Loja,  en Ecuador, hacia el sur hasta la parte norte de los departamentos de Piura y Cajamarca en el norte de Perú.
Esta especie es considerada abundante en su restringido y remoto hábitat natural: los crecimientos arbustivos en los bordes de bosques nubosos, y en parches de matorrales y árboles bajos en páramos. En altitudes entre 2600 y 3650 m, aunque es probable que sea más común entre 2900 y 3400 m.

## Descripción
Mide en torno a los 11 cm de longitud y pesa unos 5 g. Su plumaje es de color verde metálico, con la cola y plumas primarias de sus alas en color oscuro, casi negro. Tanto el macho como la hembra poseen un parche de color rojizo en el cuello, siendo el del macho de mayor tamaño.

## Sistemática

### Descripción original
La especie M. odomae fue descrita por primera vez por el ornitólogo estadounidense Gary R. Graves en 1980 bajo el mismo nombre científico; su localidad tipo es: «Cerro Chinguela, ca. 5 km NE Sapalache, elevación 2900 m, 05°07'S 79°23'W, Piura, Perú»; el holotipo, un macho adulto recolectado el 10 de junio de 1978, se encuentra depositado en el Museo de Historia Natural de la Universidad Estatal de Luisiana bajo el número LSUMZ 87547.

### Etimología
El nombre genérico femenino «Metallura» es una combinación de las palabras del griego «metallon» que significa ‘metal’, y «oura» que significa ‘cola’; y el nombre de la especie «odomae», conmemora a la empresaria y conservacionista estadounidense Babette Moore Odom (1911-1984), patrocinadora de programas de campo en Perú.

### Taxonomía
Es monotípica.